# Economía de la Ciudad del Vaticano
La economía de la Ciudad del Vaticano es financiada a través de la venta de sellos postales y recuerdos a turistas, entradas a museos y venta de publicaciones.
La Santa Sede también conduce servicios financieros a nivel global a través del Instituto para las Obras de Religión (conocido popularmente como el Banco del Vaticano).
A menudo, el Vaticano ha sido acusado por sus críticos de ser excesivamente rico. En respuesta a demandas de activistas sobre la venta de obras de arte del Vaticano para donar el dinero recaudado a los pobres, el cardenal Paul Josef Cordes aseveró que la Iglesia católica tiene el deber de conservar las obras de arte en nombre del Estado italiano y no puede venderlas.

## Moneda

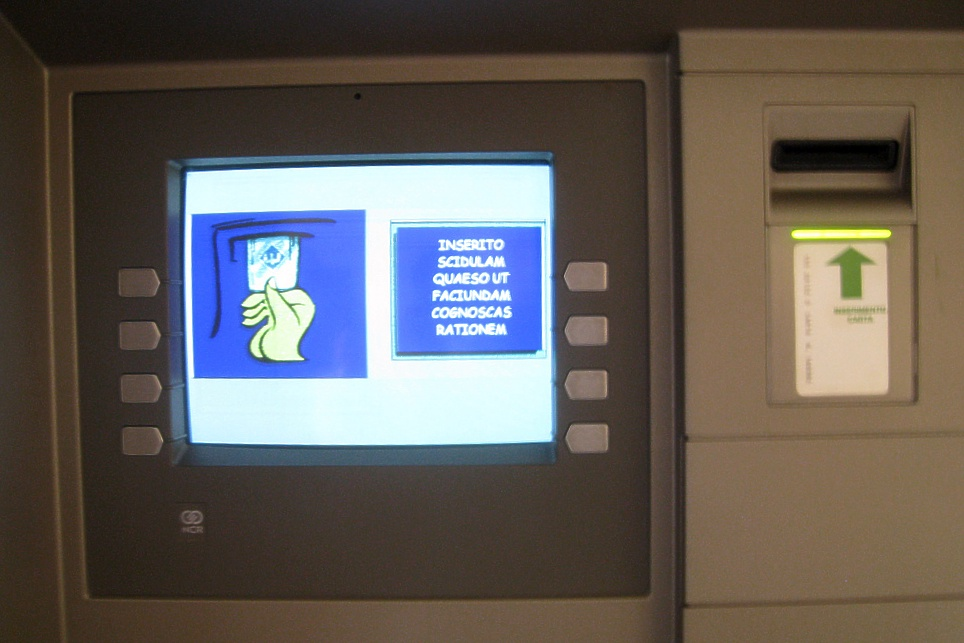
Cajero automático en la Ciudad del Vaticano con instrucciones en latín.

Si bien la Ciudad del Vaticano no forma parte de la Unión Europea, mantiene vínculos estrechos con ella debido a sus acuerdos aduaneros y monetarios con Italia. Así, a partir del 1 de enero de 1999, la Ciudad del Vaticano puede utilizar el euro como moneda oficial. Si bien no puede emitir billetes de esta denominación, desde el 1 de enero de 2004, el Estado de la Ciudad del Vaticano puede emitir monedas en euros por un valor nominal máximo anual de un millón.
Desde 2004, la Ciudad del Vaticano ha emitido monedas conmemorativas de 2 euros con una periodicidad anual. Estas monedas raramente se venden por menos de €100.

## Organización
Desde el siglo XI, la Cámara Apostólica es el órgano financiero del sistema administrativo pontificio. Dirigida por el camarlengo, un cardenal encargado de administrar los bienes y los ingresos de la Santa Sede. Desde 2007, este cargo fue desempeñado por Jean-Louis Tauran hasta su defunción el 5 de julio de 2018.
La Administración del Patrimonio de la Sede Apostólica es el órgano de la Curia Romana que se ocupa de "administrar los bienes que son propiedad de la Santa Sede, destinados a proveer de los fondos necesarios para el cumplimiento de las funciones de la curia romana" (Pastor Bonus, Art. 172). Desde el 1 de octubre de 2002, fue presidida por el cardenal Attilio Nicora hasta 2017.
La Prefectura de los Asuntos Económicos de la Santa Sede es la oficina de la Curia Romana encargada de la supervisión de todas las oficinas de la gestión de finanzas de la Santa Sede, independientemente de su grado de autonomía. No administra las finanzas en sí, sino las auditorías de los balances y presupuestos que hacen las oficinas. A continuación, elabora y publica anualmente un informe financiero. Debe ser consultado sobre todos los proyectos de mayor importancia realizada por las oficinas en cuestión.

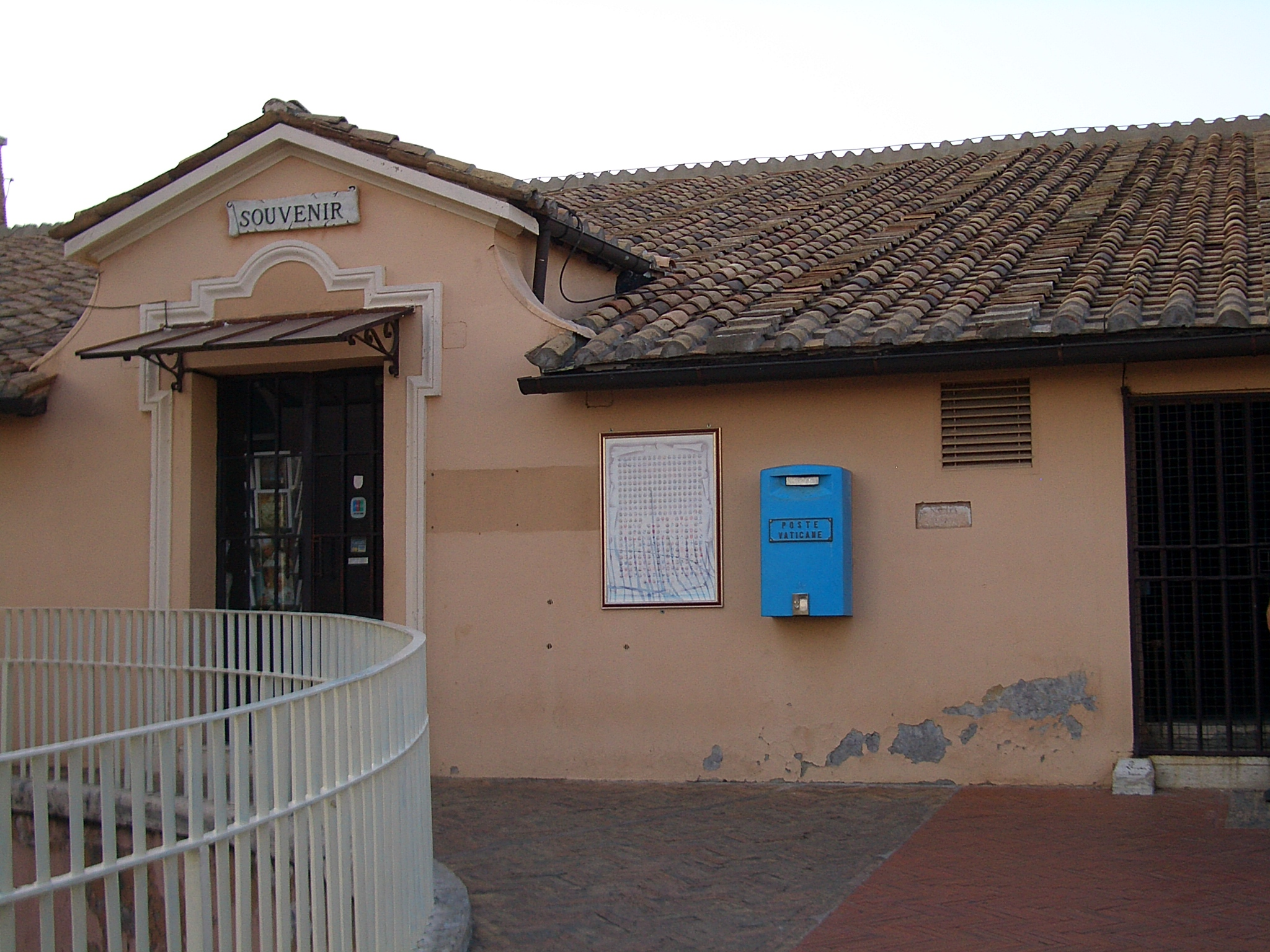
Una tienda de souvenirs en la terraza de la Basílica de San Pedro.

## Aspectos político-económicos
La Ciudad del Vaticano es un Estado soberano que como toda nación en el mundo busca su supervivencia. En ocasiones se ha visto involucrado en críticas a su política económica, como ocurrió en el año 2002 cuando se puso en tela de juicio la falta de transparencia de la Santa Sede en sus instituciones económicas por su relación con el Banco Ambrosiano en años anteriores.
La visita del Papa Benedicto XVI a Alemania, de donde éste es oriundo, durante septiembre de 2011 está ligada a la creación de un nuevo Consejo Pontificio para la evangelización de esa área la cual ha tenido una posición particular a la hermenéutica del Vaticano y cual tuvo un valor de once millones de euros para el Vaticano.